# Morus mongolica
Morus mongolica là một loài thực vật có hoa trong họ Moraceae. Loài này được (Bureau) C.K. Schneid. mô tả khoa học đầu tiên năm 1916.